# Ceroborta, Chișinău
Ceroborta este un sat din componența comunei Cruzești din sectorul Ciocana, municipiul Chișinău, Republica Moldova.

## Demografie

### Structura etnică
Structura etnică a localității conform recensământului populației din 2004:
| Grup etnic                                               | Populație | % Procentaj  |
| -------------------------------------------------------- | --------- | ------------ |
| Băștinași declarați Moldoveni Băștinași declarați Români | 30 2      | 83,33% 5,56% |
| Ruși                                                     | 3         | 8,33%        |
| Ucraineni                                                | 1         | 2,78%        |
| Total                                                    | 36        |              |